# Командировка (фильм)
«Командиро́вка» — художественный фильм, киноповесть режиссёра Юрия Егорова.

## Сюжет
Инженер-конструктор сельскохозяйственной техники Михаил Щербаков вместо отпуска отправляется в деревню. Спроектированный им трактор не работает в одном из колхозов. Обстоятельства заставляют его задержаться намного дольше, чем он рассчитывал.

## В ролях
- Олег Ефремов — Михаил Арсентьевич Щербаков, изобретатель отдела конструктора ЩУК РЭЛ
- Светлана Карпинская — Клавдия Васильевна
- Валерий Малышев — Павел Козырев, деревенский сердцеед
- Геннадий Фролов — Сергей Сергеевич Добряков, председатель колхоза
- Ольга Лысенко — Зина, ревнивая жена председателя
- Алексей Смирнов — Пижанков, шофер-комбайнер
- Давид Абашидзе — Гогичайшвили, директор завода
- Мария Андрианова — Катерина, мать Клавдии, почтальонша
- Иван Лапиков — Татьяныч, пчеловод
- Людмила Иванова — Варя
- Клавдия Козлёнкова — Тося, лаборантка
- Раднэр Муратов — Мокей
- Иван Рыжов — ветеринар
- Евгений Весник — представитель обкома партии
- Виктор Уральский — комбайнёр
- Николай Сморчков — Коля, комбайнер
- Алексей Миронов — муж Вари
- Борис Баташев — бухгалтер

## Съёмочная группа
- Авторы сценария: Н. Фигуровский, Ю. Егоров
- Режиссёр: Юрий Егоров
- Композитор: Марк Фрадкин
- Песня на стихи Льва Ошанина
- Оператор: Игорь Шатров
- Художник: Людмила Безсмертнова